# Joachim Witt/Diskografie
Diese Diskografie ist eine Übersicht über die musikalischen Werke des deutschen NDW- und NDH-Musikers Joachim Witt und seiner Pseudonyme wie Bayreuth Blitz, Julian oder auch Witt. Den Quellenangaben und Schallplattenauszeichnungen zufolge hat er bisher mehr als 2,8 Millionen Tonträger verkauft. Seine erfolgreichste Veröffentlichung ist die Single Die Flut mit über 900.000 verkauften Einheiten.

## Alben

### Studioalben
| Jahr | Titel Musiklabel                                | Höchstplatzierung, Gesamtwochen, AuszeichnungChartplatzierungen (Jahr, Titel, Musiklabel, Platzierungen, Wochen, Auszeichnungen, Anmerkungen) | Höchstplatzierung, Gesamtwochen, AuszeichnungChartplatzierungen (Jahr, Titel, Musiklabel, Platzierungen, Wochen, Auszeichnungen, Anmerkungen) | Höchstplatzierung, Gesamtwochen, AuszeichnungChartplatzierungen (Jahr, Titel, Musiklabel, Platzierungen, Wochen, Auszeichnungen, Anmerkungen) | Anmerkungen                                                |
| Jahr | Titel Musiklabel                                | DE | AT | CH | Anmerkungen                                                |
| ---- | ----------------------------------------------- | --- | --- | --- | ---------------------------------------------------------- |
| 1980 | Silberblick WEA Records (WMG)                   | DE10 Gold · (33 Wo.)DE | AT20 (2 Wo.)AT | — | Erstveröffentlichung: Dezember 1980 Verkäufe: + 300.000    |
| 1982 | Edelweiß WEA Records (WMG)                      | DE20 (14 Wo.)DE | — | — | Erstveröffentlichung: 25. März 1982                        |
| 1983 | Märchenblau WEA Records (WMG)                   | — | — | — | Erstveröffentlichung: Oktober 1983                         |
| 1985 | Mit Rucksack und Harpune WEA Records (WMG)      | — | — | — | Erstveröffentlichung: Februar 1985                         |
| 1985 | Moonlight Nights Polydor (Polygram)             | — | — | — | Erstveröffentlichung: Dezember 1985                        |
| 1988 | 10 Millionen Partys RCA Records (BMG Ariola)    | — | — | — | Erstveröffentlichung: April 1988                           |
| 1992 | Kapitän der Träume Metronome Records (Polygram) | — | — | — | Erstveröffentlichung: Dezember 1992                        |
| 1998 | Bayreuth I Epic Records (Sony)                  | DE12 Gold · (32 Wo.)DE | AT40 (7 Wo.)AT | — | Erstveröffentlichung: 20. Februar 1998 Verkäufe: + 700.000 |
| 2000 | Bayreuth II Epic Records (Sony)                 | DE13 (11 Wo.)DE | — | — | Erstveröffentlichung: 27. November 2000                    |
| 2002 | Eisenherz Columbia Records (Sony)               | DE7 (8 Wo.)DE | — | — | Erstveröffentlichung: 27. Mai 2002                         |
| 2004 | Pop Ventil Records (SPV)                        | DE39 (3 Wo.)DE | — | — | Erstveröffentlichung: 26. Januar 2004                      |
| 2006 | Bayreuth 3 Primadonna Records (Edel)            | DE35 (3 Wo.)DE | — | — | Erstveröffentlichung: 27. Januar 2006                      |
| 2012 | Dom Columbia Records (Sony)                     | DE6 (6 Wo.)DE | AT43 (1 Wo.)AT | CH68 (1 Wo.)CH | Erstveröffentlichung: 28. September 2012                   |
| 2014 | Neumond Oblivion (SPV)                          | DE8 (4 Wo.)DE | — | — | Erstveröffentlichung: 4. April 2014                        |
| 2015 | Ich Oblivion (SPV)                              | DE29 (1 Wo.)DE | — | — | Erstveröffentlichung: 28. August 2015                      |
| 2016 | Thron Ventil Records (Soulfood)                 | DE32 (2 Wo.)DE | — | — | Erstveröffentlichung: 9. September 2016                    |
| 2018 | Rübezahl Ventil Records (Soulfood)              | DE23 (3 Wo.)DE | — | — | Erstveröffentlichung: 23. März 2018                        |
| 2020 | Rübezahls Rückkehr Ventil Records (The Orchard) | DE14 (2 Wo.)DE | — | CH64 (1 Wo.)CH | Erstveröffentlichung: 8. Mai 2020                          |
| 2022 | Rübezahls Reise Ventil Records (The Orchard)    | DE8 (3 Wo.)DE | — | — | Erstveröffentlichung: 25. Februar 2022                     |
| 2023 | Der Fels in der Brandung Warner Music (WMG)     | DE7 (3 Wo.)DE | — | — | Erstveröffentlichung: 15. September 2023                   |

grau schraffiert: keine Chartdaten aus diesem Jahr verfügbar

### Livealben
| Jahr | Titel Musiklabel                 | Höchstplatzierung, Gesamtwochen, AuszeichnungChartplatzierungen (Jahr, Titel, Musiklabel, Platzierungen, Wochen, Auszeichnungen, Anmerkungen) | Höchstplatzierung, Gesamtwochen, AuszeichnungChartplatzierungen (Jahr, Titel, Musiklabel, Platzierungen, Wochen, Auszeichnungen, Anmerkungen) | Höchstplatzierung, Gesamtwochen, AuszeichnungChartplatzierungen (Jahr, Titel, Musiklabel, Platzierungen, Wochen, Auszeichnungen, Anmerkungen) | Anmerkungen                             |
| Jahr | Titel Musiklabel                 | DE | AT | CH | Anmerkungen                             |
| ---- | -------------------------------- | --- | --- | --- | --------------------------------------- |
| 2015 | Wir Oblivion (SPV)               | — | — | — | Erstveröffentlichung: 27. November 2015 |
| 2019 | Refugium Meadow Lake Music (RTD) | DE7 (2 Wo.)DE | — | — | Erstveröffentlichung: 22. Februar 2019  |

### Kompilationen
| Jahr | Titel Musiklabel                                  | Höchstplatzierung, Gesamtwochen, AuszeichnungChartplatzierungen (Jahr, Titel, Musiklabel, Platzierungen, Wochen, Auszeichnungen, Anmerkungen) | Höchstplatzierung, Gesamtwochen, AuszeichnungChartplatzierungen (Jahr, Titel, Musiklabel, Platzierungen, Wochen, Auszeichnungen, Anmerkungen) | Höchstplatzierung, Gesamtwochen, AuszeichnungChartplatzierungen (Jahr, Titel, Musiklabel, Platzierungen, Wochen, Auszeichnungen, Anmerkungen) | Anmerkungen                            |
| Jahr | Titel Musiklabel                                  | DE | AT | CH | Anmerkungen                            |
| ---- | ------------------------------------------------- | --- | --- | --- | -------------------------------------- |
| 1998 | Das Beste WEA Records (WMG)                       | — | — | — | Erstveröffentlichung: 26. Oktober 1998 |
| 2007 | Auf ewig – Meisterwerke Primadonna Records (Edel) | DE36 (2 Wo.)DE | — | — | Erstveröffentlichung: 31. August 2007  |

### EPs
| Jahr | Titel Musiklabel                           | Anmerkungen                           |
| ---- | ------------------------------------------ | ------------------------------------- |
| 2009 | Dorian Hunter Theme Zaubermond-Verlag (ZV) | Erstveröffentlichung: 30. Januar 2009 |

## Singles

### Als Leadmusiker
| Jahr | Titel Album                                                                                    | Höchstplatzierung, Gesamtwochen, AuszeichnungChartplatzierungen (Jahr, Titel, Album, Platzierungen, Wochen, Auszeichnungen, Anmerkungen) | Höchstplatzierung, Gesamtwochen, AuszeichnungChartplatzierungen (Jahr, Titel, Album, Platzierungen, Wochen, Auszeichnungen, Anmerkungen) | Höchstplatzierung, Gesamtwochen, AuszeichnungChartplatzierungen (Jahr, Titel, Album, Platzierungen, Wochen, Auszeichnungen, Anmerkungen) | Anmerkungen                                                                  | [↑]: gemeinsam behandelt mit vorhergehendem Eintrag; [←]: in beiden Charts platziert |
| Jahr | Titel Album                                                                                    | DE | AT | CH | Anmerkungen                                                                  |                                                                                      |
| ---- | ---------------------------------------------------------------------------------------------- | --- | --- | --- | ---------------------------------------------------------------------------- | ------------------------------------------------------------------------------------ |
| 1974 | Ich bin ein Mann –                                                                             | — | — | — | Erstveröffentlichung: 1974 als Julian                                        |                                                                                      |
| 1981 | Kosmetik (Ich bin das Glück dieser Erde) Silberblick                                           | DE24 (13 Wo.)DE | AT6 (6 Wo.)AT | — | Erstveröffentlichung: Januar 1981                                            |                                                                                      |
| 1981 | Goldener Reiter auch bekannt als: Goldener Raver oder Wir sind die goldenen Reiter Silberblick | DE2 Platin · (29 Wo.)DE[AT: ↑] | AT6 (6 Wo.)AT | — | Erstveröffentlichung: Mai 1981 Verkäufe: + 500.000                           |                                                                                      |
| 1982 | Tri tra trullala (Herbergsvater) Edelweiß                                                      | DE39 (8 Wo.)DE | — | — | Erstveröffentlichung: Mai 1982 Verkäufe: + 100.000                           |                                                                                      |
| 1983 | Märchenblau                                                                                    | — | — | — | Erstveröffentlichung: 15. September 1983                                     |                                                                                      |
| 1983 | Hörner in der Nacht Märchenblau                                                                | — | — | — | Erstveröffentlichung: 10. November 1983                                      |                                                                                      |
| 1984 | Wieder bin ich nicht geflogen Märchenblau                                                      | — | — | — | Erstveröffentlichung: Februar 1984                                           |                                                                                      |
| 1984 | Das Supergesicht Mit Rucksack und Harpune                                                      | — | — | — | Erstveröffentlichung: November 1984                                          |                                                                                      |
| 1985 | Blonde Kuh Mit Rucksack und Harpune                                                            | — | — | — | Erstveröffentlichung: 15. März 1985                                          |                                                                                      |
| 1986 | How Will I Know Moonlight Nights                                                               | — | — | — | Erstveröffentlichung: Februar 1986                                           |                                                                                      |
| 1987 | Mad News –                                                                                     | — | — | — | Erstveröffentlichung: 1987                                                   |                                                                                      |
| 1988 | Engel sind zart 10 Millionen Partys                                                            | — | — | — | Erstveröffentlichung: März 1988                                              |                                                                                      |
| 1988 | Pet Shop Boy 10 Millionen Partys                                                               | — | — | — | Erstveröffentlichung: Juli 1988                                              |                                                                                      |
| 1988 | Der Tankwart heißt Lou 10 Millionen Partys                                                     | — | — | — | Erstveröffentlichung: Oktober 1988                                           |                                                                                      |
| 1990 | Rosanne –                                                                                      | — | — | — | Erstveröffentlichung: 1990 als Bayreuth Blitz                                |                                                                                      |
| 1991 | Hallo Deutschland! –                                                                           | — | — | — | Erstveröffentlichung: 1991 Original: Dr. Alban feat. Leila K. – Hello Afrika |                                                                                      |
| 1992 | In die falsche Welt geboren Kapitän der Träume                                                 | — | — | — | Erstveröffentlichung: 1992                                                   |                                                                                      |
| 1992 | Das kann doch einen Seemann nicht erschüttern –                                                | — | — | — | Erstveröffentlichung: 1992 mit Maritim Intim                                 |                                                                                      |
| 1992 | Kapitän der Träume                                                                             | — | — | — | Erstveröffentlichung: 1992                                                   |                                                                                      |
| 1992 | Restlos Kapitän der Träume                                                                     | — | — | — | Erstveröffentlichung: 1992                                                   |                                                                                      |
| 1997 | Das geht tief Bayreuth I                                                                       | DE74 (3 Wo.)DE | — | — | Erstveröffentlichung: 18. April 1997                                         |                                                                                      |
| 1998 | Die Flut Bayreuth I                                                                            | DE2 Platin · (37 Wo.)DE | AT12 (7 Wo.)AT | CH24 (10 Wo.)CH | Erstveröffentlichung: 23. Januar 1998 Verkäufe: + 900.000; mit Heppner       |                                                                                      |
| 1998 | Und … ich lauf Bayreuth I                                                                      | DE25 (9 Wo.)DE | — | — | Erstveröffentlichung: 2. Oktober 1998                                        |                                                                                      |
| 2000 | Bataillon d’amour Bayreuth II                                                                  | DE26 (9 Wo.)DE | — | — | Erstveröffentlichung: 13. November 2000 Original: Silly                      |                                                                                      |
| 2001 | Stay? Bayreuth II                                                                              | — | — | — | Erstveröffentlichung: 24. April 2001                                         |                                                                                      |
| 2002 | Eisenherz                                                                                      | DE28 (9 Wo.)DE | — | — | Erstveröffentlichung: 15. April 2002                                         |                                                                                      |
| 2002 | Supergestört & superversaut Eisenherz                                                          | — | — | — | Erstveröffentlichung: 14. Oktober 2002                                       |                                                                                      |
| 2004 | Erst wenn das Herz nicht mehr aus Stein ist –                                                  | — | — | — | Erstveröffentlichung: 5. April 2004 mit Jasmin Tabatabai                     |                                                                                      |
| 2004 | Für den Moment Pop                                                                             | — | — | — | Erstveröffentlichung: 2004                                                   |                                                                                      |
| 2006 | Wem gehört das Sternenlicht? Bayreuth 3                                                        | — | — | — | Erstveröffentlichung: 3. November 2006                                       |                                                                                      |
| 2012 | Gloria Dom                                                                                     | DE74 (2 Wo.)DE | — | — | Erstveröffentlichung: 14. September 2012                                     |                                                                                      |
| 2014 | Mein Herz Neumond                                                                              | — | — | — | Erstveröffentlichung: 28. März 2014                                          |                                                                                      |
| 2014 | Die Erde brennt Neumond                                                                        | — | — | — | Erstveröffentlichung: 27. Juni 2014                                          |                                                                                      |
| 2015 | Hände hoch Ich                                                                                 | — | — | — | Erstveröffentlichung: 14. August 2015                                        |                                                                                      |
| 2015 | Über das Meer Ich                                                                              | — | — | — | Erstveröffentlichung: 23. Oktober 2015                                       |                                                                                      |
| 2016 | Lebe dein Leben Thron                                                                          | — | — | — | Erstveröffentlichung: 26. August 2016                                        |                                                                                      |
| 2016 | Rain from the Past Thron                                                                       | — | — | — | Erstveröffentlichung: 2. September 2016                                      |                                                                                      |
| 2018 | Quo vadis Rübezahl • Reboot                                                                    | — | — | — | Erstveröffentlichung: 15. Februar 2018 mit U 96                              |                                                                                      |
| 2018 | Herr der Berge Rübezahl                                                                        | — | — | — | Erstveröffentlichung: 9. März 2018                                           |                                                                                      |
| 2018 | Aufstehen –                                                                                    | — | — | — | Erstveröffentlichung: 20. Juli 2018 mit Lotto King Karl                      |                                                                                      |
| 2020 | Geist an das Licht Rübezahls Rückkehr                                                          | — | — | — | Erstveröffentlichung: 7. Februar 2020                                        |                                                                                      |
| 2020 | Die Rückkehr auch bekannt als: The Return Rübezahls Rückkehr                                   | — | — | — | Erstveröffentlichung: 13. März 2020                                          |                                                                                      |
| 2021 | Stern Rübezahls Reise                                                                          | — | — | — | Erstveröffentlichung: 17. Dezember 2021 feat. Claudia Uhle                   |                                                                                      |
| 2022 | Das Leben in mir Rübezahls Reise                                                               | — | — | — | Erstveröffentlichung: 11. Februar 2022                                       |                                                                                      |
| 2022 | In Einsamkeit Rübezahls Reise                                                                  | — | — | — | Erstveröffentlichung: 25. Februar 2022 feat. Chris Harms                     |                                                                                      |
| 2023 | Schwör mir Der Fels in der Brandung                                                            | — | — | — | Erstveröffentlichung: 26. Mai 2023                                           |                                                                                      |
| 2023 | In unserer Zeit Der Fels in der Brandung                                                       | — | — | — | Erstveröffentlichung: 11. August 2023 feat. Marianne Rosenberg               |                                                                                      |
| 2024 | Ich hab dich nie vergessen Der Fels in der Brandung                                            | — | — | — | Erstveröffentlichung: 5. Januar 2024 feat. Nino de Angelo                    |                                                                                      |
| 2024 | Die Wölfe ziehen (Heilung Version) Rübezahls Reise                                             | — | — | — | Erstveröffentlichung: 15. Dezember 2024                                      |                                                                                      |

### Als Gastmusiker
| Jahr | Titel Album                                                | Höchstplatzierung, Gesamtwochen, AuszeichnungChartplatzierungen (Jahr, Titel, Album, Platzierungen, Wochen, Auszeichnungen, Anmerkungen) | Höchstplatzierung, Gesamtwochen, AuszeichnungChartplatzierungen (Jahr, Titel, Album, Platzierungen, Wochen, Auszeichnungen, Anmerkungen) | Höchstplatzierung, Gesamtwochen, AuszeichnungChartplatzierungen (Jahr, Titel, Album, Platzierungen, Wochen, Auszeichnungen, Anmerkungen) | Anmerkungen |
| Jahr | Titel Album                                                | DE | AT | CH | Anmerkungen |
| ---- | ---------------------------------------------------------- | --- | --- | --- | --- |
| 2002 | Lieber Gott –                                              | DE6 (15 Wo.)DE | AT16 (14 Wo.)AT | CH48 (8 Wo.)CH | Erstveröffentlichung: 9. September 2002 Marlon + Friends                                                                     |
| 2003 | Wunder gescheh’n 20 Jahre – Nena feat. Nena (2003 Edition) | DE9 (9 Wo.)DE | AT26 (15 Wo.)AT | CH88 (2 Wo.)CH | Erstveröffentlichung: 24. Februar 2003 Nena & Friends (Ben, Udo Lindenberg, Sasha, Helge Schneider, Jasmin Tabatabai & Witt) |
| 2004 | Dein Kuss Sinnmaschine                                     | — | — | — | Erstveröffentlichung: 23. August 2004 Nik Page feat. Dara Pain & Joachim Witt                                                |
| 2005 | Back in the Moment Angelzoom                               | DE59 (3 Wo.)DE | — | — | Erstveröffentlichung: 24. Januar 2005 Angelzoom feat. Joachim Witt                                                           |
| 2007 | Alle Fehler Eins                                           | — | — | — | Erstveröffentlichung: 16. März 2007 Purwien feat. Joachim Witt                                                               |
| 2013 | Kein Weg zu weit Melodies in Black                         | — | — | — | Erstveröffentlichung: 16. August 2013 Mono Inc. feat. Joachim Witt                                                           |
| 2016 | Hier drüben im Graben Du, ich und die Andern               | — | — | — | Erstveröffentlichung: 6. Mai 2016 Leichtmatrose feat. Joachim Witt                                                           |
| 2016 | Terrorist der Liebe RockArt                                | — | — | — | Erstveröffentlichung: 22. Juli 2016 Hubert Kah feat. Joachim Witt                                                            |
| 2016 | Jeanny –                                                   | — | — | — | Erstveröffentlichung: 26. August 2016 MajorVoice feat. Joachim Witt; Original: Falco                                         |
| 2018 | Was bleibt? Confessions & Doubts                           | — | — | — | Erstveröffentlichung: 10. August 2018 Peter Heppner feat. Joachim Witt                                                       |
| 2020 | Miss Sarajevo –                                            | — | — | — | Erstveröffentlichung: 21. September 2020 MajorVoice & Friends Original: Passengers feat. Luciano Pavarotti                   |
| 2020 | Nein, meine Söhne geb’ ich nicht –                         | — | — | — | Erstveröffentlichung: 16. Oktober 2020 Reinhard Mey & Freunde                                                                |

## Videoalben und Musikvideos

### Videoalben
| Jahr | Titel Musiklabel                                         | Anmerkungen                             |
| ---- | -------------------------------------------------------- | --------------------------------------- |
| 2002 | Live in der Berliner Philharmonie SMV Enterprises (Sony) | Erstveröffentlichung: 4. November 2002  |
| 2015 | Wir Oblivion (SPV)                                       | Erstveröffentlichung: 27. November 2015 |

### Musikvideos
| Jahr | Titel                                    | Regie                            |
| ---- | ---------------------------------------- | -------------------------------- |
| 1981 | Kosmetik (Ich bin das Glück dieser Erde) |                                  |
| 1981 | Goldener Reiter                          |                                  |
| 1982 | Tri tra trullala (Herbergsvater)         | Edwin Brienen                    |
| 1983 | Einmal werd’ ich ganz berühmt            |                                  |
| 1983 | Ich fahr’ nach Afrika                    |                                  |
| 1998 | Die Flut                                 | Stefan Browatzki, Philipp Stölzl |
| 1998 | Und … ich lauf                           | Philipp Stölzl                   |
| 1999 | Das geht tief                            | Gert Hof                         |
| 2000 | Bataillon d’amour                        | Gert Hof                         |
| 2002 | Eisenherz                                | Thilo Rothacker                  |
| 2002 | Lieber Gott                              |                                  |
| 2003 | Wunder gescheh’n                         | Oliver Sommer                    |
| 2003 | Für den Moment                           | Sven Halfar                      |
| 2005 | Back in the Moment                       | Kay Lottermoser                  |
| 2006 | Wem gehört das Sternenlicht?             | Edwin Brienen                    |
| 2007 | Goldener Reiter (Neuzeit Mix)            | Edwin Brienen                    |
| 2007 | Herbergsvater (Danzmuzik Mix)            | Hendrik S. Schmitt               |
| 2007 | Alle Fehler                              | Robert Erlach                    |
| 2007 | Auf ewig                                 | Edwin Brienen, Gert Hof          |
| 2008 | Wir sind die goldenen Reiter             | Tilo Behn                        |
| 2012 | Gloria                                   | Specter Berlin                   |
| 2013 | Kein Weg zu weit                         |                                  |
| 2013 | Shut the Fuck Up                         | Hendrik S. Schmitt               |
| 2014 | Mein Herz                                | Hendrik S. Schmitt               |
| 2014 | Die Erde brennt                          |                                  |
| 2015 | Hände hoch                               | Marcel Gothow                    |
| 2015 | Über das Meer                            | Marcel Gothow                    |
| 2016 | Terrorist der Liebe                      | Marcel Gothow                    |
| 2016 | Lebe dein Leben                          | Marcel Gothow                    |
| 2016 | Children of the Dark                     |                                  |
| 2017 | So oder So                               | Marcel Gothow                    |
| 2017 | Geh deinen Weg                           |                                  |
| 2018 | Herr der Berge                           |                                  |
| 2018 | Dämon                                    |                                  |
| 2018 | Was bleibt?                              | Marcus Sternberg                 |
| 2018 | Mein Diamant                             | Marcel Gothow                    |
| 2019 | Geist an das Licht                       | Ronny Zeisberg                   |
| 2019 | Quo vadis                                |                                  |
| 2020 | Die Rückkehr / The Return                | Jasmin Taiebi, Ronny Zeisberg    |
| 2020 | Nein, meine Söhne geb’ ich nicht         | Ronny Zeisberg                   |
| 2021 | Wo blüht der Mohn                        |                                  |
| 2021 | Stern                                    | Jasmin Taiebi                    |
| 2022 | Das Leben in mir                         | Jasmin Taiebi                    |
| 2023 | Schwör mir                               | Jasmin Taiebi                    |
| 2023 | In unserer Zeit                          | Oliver Sommer                    |
| 2023 | Propaganda                               | Ronny Zeisberg                   |
| 2023 | Elektrosexuell                           | Sophia Saggau                    |
| 2024 | Ich hab Dich nie vergessen               |                                  |
| 2024 | Signale (Brett Version)                  | Sophia Saggau                    |
| 2024 | Träume im Gegenwind                      | Sophia Saggau                    |
| 2024 | Die Wölfe ziehen (Heilung Version)       |                                  |

## Autorenbeteiligungen und Produktionen
Joachim Witt als Autor (A) und Produzent (P) in den Charts

| Jahr | Titel Interpretation                                       | Höchstplatzierung, Gesamtwochen, AuszeichnungChartplatzierungen (Jahr, Titel, Interpretation, Platzierungen, Wochen, Auszeichnungen, Anmerkungen) | Höchstplatzierung, Gesamtwochen, AuszeichnungChartplatzierungen (Jahr, Titel, Interpretation, Platzierungen, Wochen, Auszeichnungen, Anmerkungen) | Höchstplatzierung, Gesamtwochen, AuszeichnungChartplatzierungen (Jahr, Titel, Interpretation, Platzierungen, Wochen, Auszeichnungen, Anmerkungen) | Anmerkungen                                               | [↑]: gemeinsam behandelt mit vorhergehendem Eintrag; [←]: in beiden Charts platziert |
| Jahr | Titel Interpretation                                       | DE | AT | CH | Anmerkungen                                               |                                                                                      |
| ---- | ---------------------------------------------------------- | --- | --- | --- | --------------------------------------------------------- | ------------------------------------------------------------------------------------ |
| 1981 | Kosmetik (Ich bin das Glück dieser Erde) A, P Joachim Witt | DE24 (13 Wo.)DE | AT6 (6 Wo.)AT | — | Erstveröffentlichung: Januar 1981                         |                                                                                      |
| 1981 | Goldener Reiter A, P Joachim Witt                          | DE2 Platin · (29 Wo.)DE[AT: ↑] | AT6 (6 Wo.)AT | — | Erstveröffentlichung: Mai 1981 Verkäufe: + 500.000        |                                                                                      |
| 1982 | Tri tra trullala (Herbergsvater) A, P Joachim Witt         | DE39 (8 Wo.)DE | — | — | Erstveröffentlichung: Mai 1982 Verkäufe: + 100.000        |                                                                                      |
| 1997 | Das geht tief A, P Witt                                    | DE74 (3 Wo.)DE | — | — | Erstveröffentlichung: 18. April 1997                      |                                                                                      |
| 1998 | Die Flut A, P Witt/Heppner                                 | DE2 Platin · (37 Wo.)DE | AT12 (7 Wo.)AT | CH24 (10 Wo.)CH | Erstveröffentlichung: 23. Januar 1998 Verkäufe: + 900.000 |                                                                                      |
| 1998 | Und … ich lauf A, P Witt                                   | DE25 (9 Wo.)DE | — | — | Erstveröffentlichung: 2. Oktober 1998                     |                                                                                      |
| 2000 | Bataillon d’amour P Witt                                   | DE26 (9 Wo.)DE | — | — | Erstveröffentlichung: 13. November 2000 Original: Silly   |                                                                                      |
| 2004 | Troy A Die Fantastischen Vier                              | DE9 Platin · (19 Wo.)DE | AT11 (28 Wo.)AT | CH22 (17 Wo.)CH | Erstveröffentlichung: 28. Juni 2004 Verkäufe: + 300.000   |                                                                                      |
| 2012 | Gloria A Joachim Witt                                      | DE74 (2 Wo.)DE | — | — | Erstveröffentlichung: 14. September 2012                  |                                                                                      |

## Hörbücher und Hörspiele
| Jahr | Titel Musiklabel                          | Anmerkungen                                                                                                 |
| ---- | ----------------------------------------- | --- |
| 1993 | Felidae RCA Records (BMG Ariola)          | Erstveröffentlichung: 1993                                                                                  |
| 1994 | Francis RCA Records (BMG Ariola)          | Erstveröffentlichung: 1994                                                                                  |
| 2011 | Berlin(Frau)Sinfonie Bayerischer Rundfunk | Erstveröffentlichung: 27. Mai 2011 mit Nadeshda Brennicke & Alexandra Wilcke                                |
| 2014 | Wintersoldat Deutschlandradio             | Erstveröffentlichung: 19. Oktober 2014 mit Jens Harzer, Michael Rotschopf, Ulrich Noethen & Rolf Peter Kahl |

## Promoveröffentlichungen
| Jahr | Titel Album                                        | Anmerkungen |
| ---- | -------------------------------------------------- | --- |
| 1992 | Ein Freund bleibt immer Freund Große Freiheit      | Erstveröffentlichung: 1992 Achim Reichel feat. Joachim Witt & Ulrich Tukur                                                                               |
| 2006 | Wo versteckt sich Gott? Bayreuth 3                 | Erstveröffentlichung: 2006 |
| 2007 | Ajax zum Beispiel –                                | Erstveröffentlichung: 20. April 2007 Egobar & Heiner Müller feat. Andy Weinhold, Blixa Bargeld, Gregor Gysi, Joachim Witt, Robin Weinhold & Sibylle Berg |
| 2008 | Am Anfang steht immer ein Traum Das silberne Segel | Erstveröffentlichung: 2008 mit Uwe Ochsenknecht, Annett Louisan, Michy Reincke, Naima, Nina Hagen & Stefan Gwildis                                       |
| 2020 | Ich bin immer noch hier Rübezahls Rückkehr         | Erstveröffentlichung: 24. April 2020 feat. Eklipse |
| 2019 | Dämon (Live) Refugium                              | Erstveröffentlichung: 4. Januar 2019 |
| 2023 | Signale Der Fels in der Brandung                   | Erstveröffentlichung: 7. Juli 2023 |

## Sonderveröffentlichungen

### Alben
| Jahr | Titel Musiklabel                                | Anmerkungen                                                               |
| ---- | ----------------------------------------------- | ------------------------------------------------------------------------- |
| 2005 | Live at Secret Garden 2005 Ventil Records (SPV) | Erstveröffentlichung: 2005 Vertrieb nur über die Homepage von Grenzwellen |

| Jahr | Titel Musiklabel                             | Anmerkungen                                                                         |
| ---- | -------------------------------------------- | ----------------------------------------------------------------------------------- |
| 1996 | Goldener Reiter Compass Records (Kiosk)      | Erstveröffentlichung: 1996 Label-Kompilation                                        |
| 2006 | The Platinum Collection Warner Music (WMG)   | Erstveröffentlichung: 27. Oktober 2006 Label-Kompilation                            |
| 2016 | My Star DA Music (DA)                        | Erstveröffentlichung: 18. März 2016 Teil der „My-Star“-Reihe                        |
| 2019 | Bayreuth I + Bayreuth II Epic Records (Sony) | Erstveröffentlichung: 5. April 2019 Teil der „Original-Vinyl-Double-Classics“-Reihe |
| 2023 | Die Singles (1981–1985) Warner Music (WMG)   | Erstveröffentlichung: 22. April 2023 Label-Kompilation                              |

| Jahr | Titel Musiklabel                               | Anmerkungen                                                                      |
| ---- | ---------------------------------------------- | -------------------------------------------------------------------------------- |
| 2015 | The Triple Album Collection Warner Music (WMG) | Erstveröffentlichung: 11. Dezember 2015 Teil der „Triple-Album-Collection“-Reihe |

### Lieder
| Jahr | Titel Album                                                | Anmerkungen |
| ---- | ---------------------------------------------------------- | --- |
| 1994 | Ein Freund bleibt immer Freund Große Freiheit              | Erstveröffentlichung: 1994 Achim Reichel feat. Joachim Witt & Ulrich Tukur                                               |
| 1998 | Real allein Schwanensee II – Zwillingsmond                 | Erstveröffentlichung: 1998 Schwanensee feat. Joachim Witt                                                                |
| 2000 | The Meaning of Life Journey of Life                        | Erstveröffentlichung: 20. November 2000 X-Perience feat. Joachim Witt                                                    |
| 2002 | Wunder gescheh’n 20 Jahre – Nena feat. Nena                | Erstveröffentlichung: 28. Oktober 2002 Nena feat. Witt                                                                   |
| 2003 | Wunder gescheh’n 20 Jahre – Nena feat. Nena (2003 Edition) | Erstveröffentlichung: 3. März 2003 Nena & Friends (Ben, Udo Lindenberg, Sasha, Helge Schneider, Jasmin Tabatabai & Witt) |
| 2004 | Dein Kuss Sinnmaschine                                     | Erstveröffentlichung: 13. September 2004 Nik Page feat. Dara Pain & Joachim Witt                                         |
| 2004 | Back in the Moment Angelzoom                               | Erstveröffentlichung: 18. Oktober 2004 Angelzoom feat. Joachim Witt                                                      |
| 2007 | Alle Fehler Eins                                           | Erstveröffentlichung: 15. Juni 2007 Purwien feat. Joachim Witt                                                           |
| 2012 | Die Welt ist Pop Ich bin                                   | Erstveröffentlichung: 24. Februar 2012 Heinz Rudolf Kunze feat. Joachim Witt                                             |
| 2015 | Für dich kämpfen Große Freiheit                            | Erstveröffentlichung: 9. Januar 2015 Swiss und die Andern feat. Joachim Witt                                             |
| 2015 | Hier drüben im Graben Du, ich und die Andern               | Erstveröffentlichung: 7. August 2015 Leichtmatrose feat. Joachim Witt                                                    |
| 2016 | Fühl die Zeit Ærdenbrand                                   | Erstveröffentlichung: 30. September 2016 Heimatærde feat. Joachim Witt                                                   |
| 2016 | Terrorist der Liebe RockArt                                | Erstveröffentlichung: 30. September 2016 Hubert Kah feat. Joachim Witt                                                   |
| 2017 | Children of the Dark Together Till the End                 | Erstveröffentlichung: 13. Januar 2017 Mono Inc. feat. Tilo Wolff, Joachim Witt & Chris Harms                             |
| 2017 | Kein Weg zu weit (Unplugged) Rarities                      | Erstveröffentlichung: 24. November 2017 Mono Inc. feat. Joachim Witt                                                     |
| 2018 | Quo vadis Reboot                                           | Erstveröffentlichung: 29. Juni 2018 Joachim Witt & U 96                                                                  |
| 2018 | Was bleibt? Confessions & Doubts                           | Erstveröffentlichung: 28. September 2018 Peter Heppner feat. Joachim Witt                                                |
| 2020 | Kein Weg zu weit Melodies in Black                         | Erstveröffentlichung: 27. November 2020 Mono Inc. feat. Joachim Witt                                                     |
| 2021 | So frei Am Weltenrand                                      | Erstveröffentlichung: 2. April 2021 Katja Moslehner feat. Joachim Witt                                                   |
| 2023 | Wut Richter und Henker                                     | Erstveröffentlichung: 8. September 2023 Oomph! feat. Joachim Witt                                                        |

| Jahr | Titel Album                                                                              | Anmerkungen                                                                             |
| ---- | ---------------------------------------------------------------------------------------- | --------------------------------------------------------------------------------------- |
| 1999 | Ardistan (Remix: Witt) Ardistan                                                          | Erstveröffentlichung: 1999 Interpretation: Zeitreiser                                   |
| 2008 | Earth Song (Joachim Witt’s London Mix) –                                                 | Erstveröffentlichung: 25. Januar 2008 Interpretation: Sara Noxx feat. Project Pitchfork |
| 2009 | My First Piece of Meat (Joachim Witt Remix) Erection Body Mutilated (Back from the Dead) | Erstveröffentlichung: 27. Januar 2009 Interpretation: Obszön Geschöpf                   |

| Jahr | Titel Album                                                | Anmerkungen |
| ---- | ---------------------------------------------------------- | --- |
| 2003 | Wo sind wir jetzt Rio Reiser – Familienalbum: Eine Hommage | Erstveröffentlichung: 27. Oktober 2003 Original: Ton Steine Scherben                                                   |
| 2006 | Vandemar Where’s Neil When You Need Him?                   | Erstveröffentlichung: 18. Juli 2006 Original: Neil Gaiman                                                              |
| 2006 | Lauscher lauern an der Wand Das silberne Segel             | Erstveröffentlichung: 1. Oktober 2006 mit Uwe Ochsenknecht                                                             |
| 2017 | Can’t Buy Me Love Xaviers Wunschkonzert, Vol. 4            | Erstveröffentlichung: 29. September 2017 mit Stefanie Heinzmann, Iggy, Xavier Naidoo & Pohlmann; Original: The Beatles |
| 2017 | Clocks Xaviers Wunschkonzert, Vol. 4                       | Erstveröffentlichung: 29. September 2017 Original: Coldplay                                                            |
| 2017 | Summertime Sadness Xaviers Wunschkonzert, Vol. 4           | Erstveröffentlichung: 29. September 2017 Original: Lana Del Rey                                                        |

| Jahr | Titel Soundtrack                                        | Anmerkungen                             |
| ---- | ------------------------------------------------------- | --------------------------------------- |
| 2010 | Goldener Reiter Friendship!                             | Erstveröffentlichung: 15. Januar 2010   |
| 2015 | Goldener Reiter Deutschland 83                          | Erstveröffentlichung: 27. November 2015 |
| 2016 | Goldener Reiter Radio Heimat – Damals war auch scheiße! | Erstveröffentlichung: 17. November 2016 |

### Videoalben
| Jahr | Titel Musiklabel                                                    | Anmerkungen                                                                                |
| ---- | ------------------------------------------------------------------- | ------------------------------------------------------------------------------------------ |
| 2007 | Auf ewig – Meisterwerke (Digipak-Edition) Primadonna Records (Edel) | Erstveröffentlichung: 31. August 2007 CD+DVD; Verkäufe werden der Kompilation hinzuaddiert |

## Statistik

### Chartauswertung
|                     | DE     | AT    | CH    |
| ------------------- | ------ | ----- | ----- |
| Nummer-eins-Alben   | DE—DE  | AT—AT | CH—CH |
| Top-10-Alben        | DE6DE  | AT—AT | CH—CH |
| Alben in den Charts | DE17DE | AT3AT | CH2CH |

|                       | DE     | AT    | CH    |
| --------------------- | ------ | ----- | ----- |
| Nummer-eins-Singles   | DE—DE  | AT—AT | CH—CH |
| Top-10-Singles        | DE4DE  | AT1AT | CH—CH |
| Singles in den Charts | DE12DE | AT4AT | CH4CH |

|                       | DE    | AT    | CH    |
| --------------------- | ----- | ----- | ----- |
| Nummer-eins-Singles   | DE—DE | AT—AT | CH—CH |
| Top-10-Singles        | DE3DE | AT1AT | CH—CH |
| Singles in den Charts | DE8DE | AT3AT | CH2CH |

|                       | DE    | AT    | CH    |
| --------------------- | ----- | ----- | ----- |
| Nummer-eins-Singles   | DE—DE | AT—AT | CH—CH |
| Top-10-Singles        | DE2DE | AT1AT | CH—CH |
| Singles in den Charts | DE7DE | AT2AT | CH1CH |

### Auszeichnungen für Musikverkäufe
Anmerkung: Auszeichnungen in Ländern aus den Charttabellen bzw. Chartboxen sind in ebendiesen zu finden.
| Land/RegionAuszeichnungen für Musikverkäufe (Land/Region, Auszeichnungen, Verkäufe, Quellen) | Gold     | Platin     | Verkäufe  | Quellen                            |
| -------------------------------------------------------------------------------------------- | -------- | ---------- | --------- | ---------------------------------- |
| Deutschland (BVMI)                                                                           | 2× Gold2 | 3× Platin3 | 1.900.000 | musikindustrie.de, Einzelnachweise |
| Insgesamt                                                                                    | 2× Gold2 | 3× Platin3 |           |                                    |